# Matías Lacava
Matías Rafael Lacava González (Caracas, 24 ottobre 2002) è un calciatore venezuelano, attaccante dell'Ulsan HD.

## Carriera

### Club
Nato a Caracas, muove i primi passi nel settore giovanile del Fratelsa Sport. Nel 2013 viene acquistato dal Barcellona, che lo aggrega alla propria cantera; rimane qui fino al 2015, quando si trasferisce alla Lazio, venendo aggregato alla formazione Primavera. Nel 2018 fa ritorno in patria nelle file dell'Academia Puerto Cabello. Il 16 gennaio 2019 viene ceduto al Benfica; qui trascorre sei mesi nelle giovanili delle Águias. Dopo aver fatto ritorno all'Academia Puerto Cabello, il 3 agosto 2021 viene girato in prestito al Santos. Dopo solo due presenze in campionato, il 31 gennaio 2022 viene prestato al Tondela. Il 16 gennaio 2023 viene ceduto con la medesima formula al Vizela.

### Nazionale
Con la nazionale venezuelana Under-17 ha preso parte al campionato sudamericano di categoria nel 2019, mentre dal 2020 al 2022 ha disputato 6 incontri con la nazionale venezuelana Under-20, di cui quattro nel Torneo di Tolone.

## Statistiche

### Presenze e reti nei club
Statistiche aggiornate al 18 febbraio 2022.
| Stagione                       | Squadra                        | Campionato                     | Campionato | Campionato | Coppe nazionali | Coppe nazionali | Coppe nazionali | Coppe continentali | Coppe continentali | Coppe continentali | Altre coppe | Altre coppe | Altre coppe | Totale | Totale |
| Stagione                       | Squadra                        | Comp                           | Pres       | Reti       | Comp            | Pres            | Reti            | Comp               | Pres               | Reti               | Comp        | Pres        | Reti        | Pres   | Reti   |
| ------------------------------ | ------------------------------ | ------------------------------ | ---------- | ---------- | --------------- | --------------- | --------------- | ------------------ | ------------------ | ------------------ | ----------- | ----------- | ----------- | ------ | ------ |
| lug.-dic. 2019                 | Academia Puerto Cabello        | PD                             | 15         | 4          | CV              | 3               | 1               |                    | -                  | -                  |             | -           | -           | 18     | 4      |
| 2020                           | Academia Puerto Cabello        | PD                             | 19         | 7          |                 | -               | -               |                    | -                  | -                  |             | -           | -           | 19     | 7      |
| gen.-ago. 2021                 | Academia Puerto Cabello        | PD                             | 8          | 0          |                 | -               | -               | CS                 | 2                  | 0                  |             | -           | -           | 0      | 0      |
| Totale Academia Puerto Cabello | Totale Academia Puerto Cabello | Totale Academia Puerto Cabello | 42         | 11         |                 | 3               | 1               |                    | 2                  | 0                  |             | -           | -           | 47     | 12     |
| ago.-dic. 2021                 | Santos                         | A1/SP+A                        | 0+2        | 0          | CB              | 0               | 0               | CL+CS              | 0                  | 0                  |             | -           | -           | 2      | 0      |
| gen.-giu. 2022                 | Tondela                        | PL                             | 3          | 0          | CP+CdL          | 1+0             | 0               |                    | -                  | -                  |             | -           | -           | 4      | 0      |
| 2022-gen. 2023                 | Tondela                        | LdH                            | 13         | 1          | CP+CdL          | 3+4             | 0               |                    | -                  | -                  | SP          | 1           | 0           | 21     | 1      |
| Totale Tondela                 | Totale Tondela                 | Totale Tondela                 | 16         | 1          |                 | 8               | 0               |                    | -                  | -                  |             | 1           | 0           | 25     | 1      |
| gen.-giu. 2023                 | Vizela                         | PL                             | 4          | 0          | CP+CdL          | -               | -               |                    | -                  | -                  |             | -           | -           | 4      | 0      |
| Totale carriera                | Totale carriera                | Totale carriera                | 64         | 12         |                 | 11              | 1               |                    | 2                  | 0                  |             | 1           | 0           | 78     | 13     |

### Cronologia presenze e reti in nazionale
| Cronologia completa delle presenze e delle reti in nazionale ― Colombia | Cronologia completa delle presenze e delle reti in nazionale ― Colombia | Cronologia completa delle presenze e delle reti in nazionale ― Colombia | Cronologia completa delle presenze e delle reti in nazionale ― Colombia | Cronologia completa delle presenze e delle reti in nazionale ― Colombia | Cronologia completa delle presenze e delle reti in nazionale ― Colombia | Cronologia completa delle presenze e delle reti in nazionale ― Colombia | Cronologia completa delle presenze e delle reti in nazionale ― Colombia |
| Data                                                                    | Città                                                                   | In casa                                                                 | Risultato                                                               | Ospiti                                                                  | Competizione                                                            | Reti                                                                    | Note                                                                    |
| ----------------------------------------------------------------------- | ----------------------------------------------------------------------- | ----------------------------------------------------------------------- | ----------------------------------------------------------------------- | ----------------------------------------------------------------------- | ----------------------------------------------------------------------- | ----------------------------------------------------------------------- | ----------------------------------------------------------------------- |
| 11-12-2023                                                              | Fort Lauderdale                                                         | Colombia                                                                | 1 – 0                                                                   | Venezuela                                                               | Amichevole                                                              | -                                                                       | 71’                                                                     |
| 5-7-2024                                                                | Arlington                                                               | Venezuela                                                               | 1 – 1 (3 – 4 dtr)                                                       | Canada                                                                  | Coppa America 2024 - Quarti di finale                                   | -                                                                       | 84’                                                                     |
| Totale                                                                  |                                                                         | Presenze                                                                | 2                                                                       |                                                                         | Reti                                                                    | 0                                                                       |                                                                         |